# 堀之下町
堀之下町（ほりのしたまち）は、群馬県前橋市の地名。郵便番号は371-0005。2013年現在の面積は0.61km2。

## 地理
赤城山の南麓、寺沢川流域に位置し、南北に細長い形をしている。

## 歴史
江戸時代ごろからある地名である。はじめは大胡城主牧野氏領、元和4年に前橋藩領、明和5年に幕府領、天明5年からは再び前橋藩領だった。

### 年表
- 天正18年（1590年）8月 - 牧野康成が大胡城主となり、堀之下村は大胡藩の領地となる[5]。
- 元和2年（1616年）7月 - 牧野氏が越後国長峰藩に転出し、堀之下村は前橋藩領となる[5]。
- 明和4年（1767年） - 天領となり代官支配を受ける[5]。
- 天明5年（1785年） - 以後廃藩置県まで前橋藩領となる[5]。

- 明治22年（1889年）4月1日 - 町村制施行により、堀之下村は上泉村、江木村、堤村、亀泉村、石関村、東片貝村、西片貝村、幸塚村、上沖之郷、下沖之郷、荻窪村、三俣村と合併し南勢多郡桂萱村が成立する。
- 明治27年（1896年）4月1日 - 郡統合（南勢多郡と東群馬郡の統合）により、桂萱村は勢多郡に所属する。
- 昭和29年（1954年）4月1日 - 桂萱村は周辺1町5村（上川淵村、下川淵村、芳賀村、東村、元総社村、総社町）とともに前橋市へ編入され、前橋市堀之下町となる。

### 地名の由来
女堀の南の低地に集落があったことに由来するとされる。

## 世帯数と人口
2017年（平成29年）8月31日現在の世帯数と人口は以下の通りである。
| 町丁     | 世帯数  | 人口  |
| -------- | ------- | ----- |
| 堀之下町 | 343世帯 | 859人 |

## 小・中学校の学区
市立小・中学校に通う場合、学区は以下の通りとなる。
| 番地 | 小学校               | 中学校             |
| ---- | -------------------- | ------------------ |
| 全域 | 前橋市立桂萱東小学校 | 前橋市立桂萱中学校 |

## 交通

### 鉄道
鉄道駅はない。

### 道路
国道は通っておらず、県道は群馬県道76号前橋西久保線が通っている。

## 施設
- 群馬県健康づくり財団
- 正圓寺 - 天台宗、施無畏山延命院正圓寺[8]。北に全長64.5メートルの前方後円墳、正圓寺古墳（『上毛古墳綜覧』桂萱第66号墳）が位置する[9]。
- 熊野神社